# TSV Meerbusch
Der TSV Meerbusch (vollständiger Name: Turn- und Sportverein Meerbusch e. V.) ist ein Sportverein aus Meerbusch im Rhein-Kreis Neuss, der am 1. Juli 2015 aus einer Fusion der Vereine TuS Bösinghoven und ASV Lank hervorging. Die erste Fußballmannschaft der Männer spielte von 2012 bis 2017 und seit 2018 in der fünftklassigen Oberliga Niederrhein. Die Fußballer U17 und U19 spielten in der Saison 2024/25 jeweils in der höchsten deutschen Nachwuchsliga.
Der Verein ist mit rund 2500 Mitgliedern der größte Sportverein der Stadt. Er bietet neben Fußball noch Gymnastik/Turnen, Tennis, Badminton, Laufsport, Schießsport und Ski an. Darüber hinaus sind Karate, Jiu Jitsu und Schach im Angebot. Eine Darts-Abteilung befindet sich gerade im Aufbau.
Im sportlichen Wettbewerb sind die Fußballabteilung mit den Senioren- und Jugendmannschaften auf hohem Niveau (Oberliga, Landesliga, Jugend-Niederrheinliga) sowie die 1. Mannschaft im Badminton, die in der fünfthöchsten Klasse spielt (Verbandsliga).

## Geschichte

### TuS Bösinghoven

Altes Wappen des TuS 64

Der Verein TuS Bösinghoven wurde im Jahre 1964 gegründet und spielte jahrzehntelang lediglich auf Kreisebene. Nachdem Mitte der 2000er Jahre Christoph Peters das Management der Fußballabteilung des Vereins übernommen hatte, ging es sportlich bergauf. Drei Aufstiege in Folge brachten den TuS im Jahre 2009 erstmals in die Landesliga. Nach einem neunten Platz in der Aufstiegssaison wurden die Bösinghovener in der Saison 2010/11 Vizemeister hinter Hamborn 07. In der folgenden Relegationsrunde zur Niederrheinliga setzte sich die Mannschaft gegen den 1. FC Mönchengladbach, SC Düsseldorf-West und den SSV Sudberg durch und stieg auf.
Als Tabellenzwölfter der Spielzeit 2011/12 schaffte der TuS die Qualifikation zur neuen Oberliga Niederrhein. Für die Bösinghovener war dies der fünfte Aufstieg in sechs Jahren. In der Oberligasaison 2013/14 stellte der Verein mit Kevin Dauser den Torschützenkönig der Liga. Dauser erzielte in dieser Spielzeit 30 Saisontore.
| Spielzeit                | Liga                                  | Platz |
| ------------------------ | ------------------------------------- | ----- |
| 2003/04                  | Kreisliga B Krefeld-Kempen (IX)       | 09.   |
| 2004/05                  | Kreisliga B Krefeld-Kempen (IX)       | 04.   |
| 2005/06                  | Kreisliga B Krefeld-Kempen (IX)       | 03.   |
| 2006/07                  | Kreisliga B Krefeld-Kempen (IX)       | 01.   |
| 2007/08                  | Kreisliga A Krefeld-Kempen (VIII)     | 01.   |
| 2008/09                  | Bezirksliga Niederrhein, Gr. 5 (VIII) | 01.   |
| 2009/10                  | Landesliga Niederrhein, Gr. 2 (VII)   | 09.   |
| 2010/11                  | Landesliga Niederrhein, Gr. 3 (VII)   | 02.   |
| 2011/12                  | Verbandsliga Niederrhein (VI)         | 12.   |
| 2012/13                  | Oberliga Niederrhein (V)              | 15.   |
| 2013/14                  | Oberliga Niederrhein (V)              | 11.   |
| 2014/15                  | Oberliga Niederrhein (V)              | 10.   |
| grün unterlegt: Aufstieg |                                       |       |

### ASV Lank
Am 4. September 1925 wurde der Verein als ASV Lank gegründet. Im Jahre 1936 erfolgte eine Namensänderung. Bedingt durch Maßnahmen des Nationalsozialismus wurde der DJK Treudeutsch 07 Lank jegliche sportliche Tätigkeit untersagt. Im ASV wurde den Mitgliedern von Treudeutsch 07 die Möglichkeit gegeben, sich weiterhin offiziell sportlich zu betätigen. Der Verein nannte sich nun allgemeiner Turn- und Sportverein ATSV Lank 1925. 1943 kam der gesamte Spielbetrieb infolge des Zweiten Weltkrieges zum Erliegen. Im Januar 1946 wurde der Verein DJK Treudeutsch 07 Lank wieder gegründet. Nach dem Ausscheiden der Turn- und Handballabteilung wurde nur noch Fußball als Sportart im ASV Lank betrieben. Nach einem Beschluss der Generalversammlung 1955 wurde der ursprüngliche Name ASV Lank wieder in das Vereinsregister eingetragen. 1967 wurden Tischtennis und Gymnastik in das Sportprogramm aufgenommen.
Der größte sportliche Erfolg der Lanker Fußballer war der Aufstieg in die Landesliga Niederrhein, in der die Mannschaft auf Anhieb den dritten Platz belegte. Nach dem Abstieg im Jahre 1968 gelang zwei Jahre später der Wiederaufstieg. Am 17. Januar 1971 verletzte sich Bruno Häusler im Meisterschaftsspiel gegen den SV St. Tönis so schwer, dass er nach wenigen Tagen an den Verletzungsfolgen starb. 1972 stiegen die Lanker erneut aus der Landesliga ab.

### Fusion zum TSV Meerbusch
| Spielzeit                | Liga                               | Platz |
| ------------------------ | ---------------------------------- | ----- |
| 2015/16                  | Oberliga Niederrhein (V)           | 08.   |
| 2016/17                  | Oberliga Niederrhein (V)           | 15.   |
| 2017/18                  | Landesliga Niederrhein, Gr. 1 (VI) | 01.   |
| 2018/19                  | Oberliga Niederrhein (V)           | 07.   |
| 2019/20                  | Oberliga Niederrhein (V)           | 06.   |
| grün unterlegt: Aufstieg |                                    |       |

Zum 1. Januar 2015 war eine Fusion mit dem ASV Lank geplant. Der neue Verein sollte ursprünglich den Namen Rhein-Sport Meerbusch tragen und rund 2.500 Mitglieder haben. Für den 20. November 2014 haben beide Vereine zu außerordentlichen Mitgliederversammlungen geladen, um die Fusion zu beschließen. Vor der Abstimmung über die Fusion gab es Diskussionen über den Vereinsnamen, da nach der Meinung einiger Mitglieder Rhein-Sport nach einem Wassersportverein klingen würde. Schließlich einigte man sich auf den Namen TSV Meerbusch. Bei der anschließenden Abstimmung wurde die notwendige Mehrheit für die Fusion verfehlt.
Im zweiten Anlauf am 29. Mai 2015 wurde die Fusion zum TSV Meerbusch dann mit einer großen Mehrheit beschlossen und trat zum 1. Juli 2015 in Kraft. 2017 stieg der TSV Meerbusch in die Landesliga Niederrhein ab und trat in der Saison 2017/18 kurioserweise gegen die eigene zweite Mannschaft an. Als Meister der Landesliga gelang der direkte Wiederaufstieg.
Die U19 des Vereins verpasste in der Spielzeit 2019/2020 den Aufstieg in die A-Jugend-Bundesliga nur knapp, als man als Tabellen-Zweiter hinter Rot-Weiss Essen abschnitt, in einer Saison, die aufgrund der Corona-Pandemie nicht zu Ende gespielt wurde.

## Persönlichkeiten
- Ridvan Balci
- Niklas Bolten
- Olivier Caillas
- Hamza Çakır
- Dennis Dowidat
- Malek El Mala
- Saïd El Mala
- Robert Fleßers
- Stephan Hennen
- Thorsten Judt
- Bekim Kastrati
- Axel Lawarée
- Georges Ndoum
- Robert Palikuća
- Kolja Pusch
- Horst Riege
- Dennis Schmidt
- Werner Wildhagen